# Conjunto megalítico de Igueldo
El conjunto megalítico de Igueldo en San Sebastián (España)  se compone de  9 monumentos. Presenta interés por lo variado de los mismos, contando con dólmenes, túmulos, y dos cromlechs. Es la expresión de la presencia humana en la zona 3000 años a. C. entre el neolítico y la edad de bronce .
Todo ello se encuentra en el cordal costero que va desde la bahía de la Concha hasta Orio. El estado de conservación de algunos de ellos es deficiente, ya que a lo largo de los siglos fueron objeto de sucesivas violaciones motivadas por el mito de que contenían en su interior tesoros de oro.

## Descripción
La  serranía de Igueldo alberga destacados ejemplos de diversos tipos de estructuras funerarias. 
Los más antiguos, cuya construcción data del tercer milenio  a. C, al inicio de la edad de bronce,  son conocidos como dólmenes. Estas estructuras, de mayor o menor tamaño, estaban construidas mediante grandes bloques de piedra, en forma de cámaras soterradas bajo un túmulo de tierra y piedras dispuestas de manera ordenada. Estos  monumentos estaban asociados con rituales de inhumación, ya que en el interior de las cámaras se colocaba a los difuntos, acompañados de ajuares más o menos importantes.
Hacia el 2000 años a. C. se produjo una importante transformación de los rituales funerarios observados por los pobladores del País Vasco. Abandonaron la inhumación y adoptaron la incineración de los cadáveres, parte de cuyas cenizas eran depositadas en el centro de un recinto de piedras de planta circular u ovalada. Estos túmulos permanecieron en uso hasta el inicio de nuestra era.
Los constructores de éstas obras megalíticas vivían en  pequeños grupos sedentarios  que  dependían principalmente de la agricultura, el pastoreo la pesca y la caza de ciervos y cabras montesas.

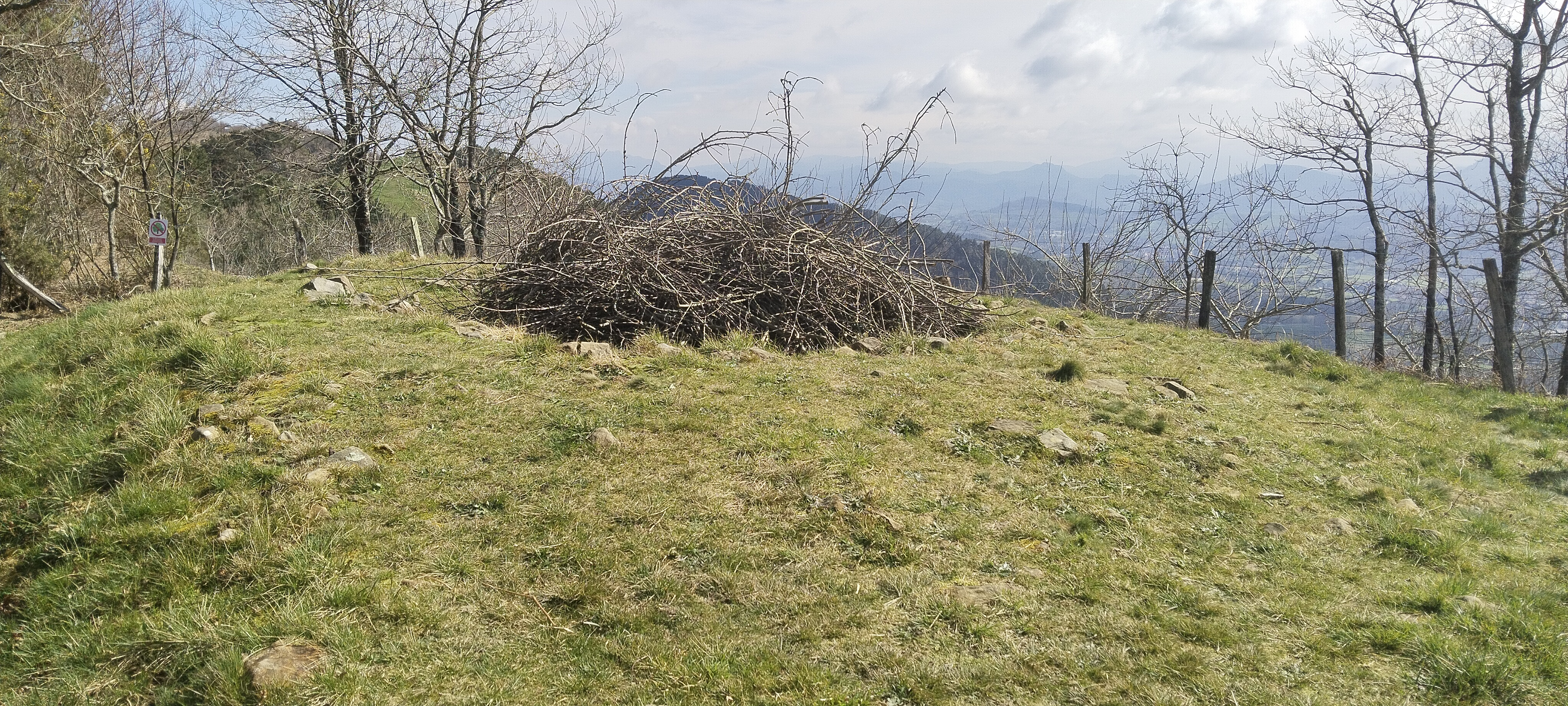
Túmulo de la Edad de Bronce en Igueldo

La lengua utilizada por los pobladores en este periodo histórico anterior a la llegada de emigraciones indoeuropeas del primer milenio a. C. o de los Várdulos en el siglo II a. C es un tema actualmente desconocido. 
En la región cercana  se han encontrado  otros restos arqueológicos similares, que identifican otros grupos humanos de  la misma época como los de Urnieta, Hernani, Astigarraga,  Usúrbil, Zarauz, Jaizquibel o Landarbaso. Sin duda habría más asentamientos de los que no se ha encontrado  rastro.
En definitiva,  puede considerarse la serranía de Igueldo uno de los primeros  asentamientos humanos en San Sebastián junto con el asentamiento paleolítico de Amechagaña.